# Belanti Jaya
Belanti Jaya is een bestuurslaag in het regentschap Batang Hari van de provincie Jambi, Indonesië. Belanti Jaya telt 1222 inwoners (volkstelling 2010).